# 宗義成
宗義成（日语：／ Sō Yoshinari，1604年2月14日—1657年12月1日）日本江戶時代初期的大名、對馬府中藩第2代藩主。
宗義成是第一代藩主宗義智的長子。1615年（慶長20年）父親去世，他上京謁見大御所德川家康、幕府將軍德川秀忠，被允許繼承家督。同年參加大坂夏之陣，負責守衛丹波方面。
宗義成在任期間，實行檢地，簡化朝鮮通信使的待遇，並積極開採銀山，致力於鞏固藩財政的基礎。
1635年（寬永12年），發生柳川一件。其父與朝鮮簽訂己酉約條時偽造了國書，此時被幕府發現，宗氏面臨被改易的危機。不過，幕府將軍德川家光認為繼續讓宗氏充當對朝鮮外交的中間人是個不錯的選擇，最終僅對家老柳川調興等人進行處罰，宗氏得以免於改易。
1657年（明曆3年）在江戶去世，長子宗義真繼位。